# Uli Eisner
Uli Eisner (* 7. Januar 1956 in München) ist ein deutscher Tonmeister, Musikproduzent und Komponist.

## Leben
Eisner gründete im Alter von 11 Jahren im Internat seine erste Beat-Band.  Ab 1973 spielte er in Münchener Formationen wie der Charly Braun Group, Montreal oder der City Band. Nebenbei machte er erste Recording-Experimente mit einem 2-Spur-Tonband und arbeitete sporadisch als Roadie, unter anderem auch für die Wheels, die ihm 1979 die Gelegenheit gaben am Live-Mischpult sein wahres Talent zu erkennen. Fortan jobbte er als gefragter Live-Mischer. Neben den Wheels zählten Vanessa, K.P. Schweizer, Jackie Shay, Inker & Hamilton und die Peter Gorski Band zu seinen ersten Kunden. 1980 begann er erste Support-Touren u. a. mit Dire Straits und Chris de Burgh. In den folgenden Jahren standen Münchener Freiheit, die Wolle Kriwanek Band, Bonfire, Judas Priest oder Dick Heckstall-Smith auf der Liste.
Am 9. November 1989 gründete Eisner zusammen mit Paul Vincent das erste eigene Tonstudio in freien Räumen der Musicland Studios. Dort konnte er dem Produzenten Mack assistieren. Im eigenen Studio wurde u. a. Musik für  TV-Produktionen wie Tatort, Ein Haus in der Toscana oder Der Castillo-Coup und eigene Musikprojekte hergestellt. Infolge der Zusammenarbeit mit Paul Vincent wurde Eisner in der Funktion kreativer Klanggestalter auch festes Bandmitglied bei der Wolle Kriwanek Band, aus der nach Wolle Kriwaneks Tod die Band Vincent Rocks hervorging. Dort ist er bis heute für den Klang aller Tonträger, Videos und Konzerte verantwortlich.
Sein aktuelles Studio ist auf Endmischungen und Mastering spezialisiert, Aufnahmen werden mit mobilem Equipment oder in Fremdstudios erstellt.
Ab 1991 schrieb Uli Eisner für die Zeitschrift Soundcheck (PPV) eine Workshop-Reihe über Tontechnik, die über mehrere Jahre fortgeführt wurde. Daraus entstand 1997 das Standardwerk Mixing Workshop bzw. Mixing Workshop 2.0 (2009 – mit Ergänzungen von Uli Hoppert). Dem Recording Magazin aus dem gleichen Verlag steuert er bis heute sporadisch Artikel bei. Seit 2001 ist Eisner auch als Workshop-Dozent zu verschiedensten Themen aus dem Bereich Musikproduktion tätig.

## Diskografie (Auswahl)
- 1997: Uli Eisner – No Headroom

## Werke
- Uli Eisner: Mixing Workshop, Presse Project Verlags GmbH (PPV), ISBN 3-932275-02-0
- Uli Eisner/Uli Hoppert: Mixing Workshop 2.0, Presse Project Verlags GmbH (PPV), ISBN 978-3-937841-94-6